# 工作豐富化
工作豐富化（英語：Job Enrichment）是指增加垂直方向的工作內容，也就是說增加工作的深度，讓員工對自己的工作有較大的自主權，同時肩負某些通常由其監督者來做得任務規劃、執行和評估的工作，員工對其工作有較大的自主權，可以使員工有更多的自由度、獨立性和責任感去從事完整的活動，同時可以獲得回饋以評估自己的績效而去加以矯正。推動工作豐富化應該注意以下幾個條件：

## 直接訊息回饋
個人對於了解自己的行為的結果才能產生有效率的學習和工作，故一個人對工作執行的結果要直接回饋給他，不必經過主管或考核報告。

## 學習的機會
有機會讓員工感覺到他們心理上有所成長，工作能夠提升機會，讓工作者學習一些有目的、有意義的事來增進其工作經驗。

## 完整的工作單元
在某些工作完成時，員工必須可確認他本身的貢獻，易言之他要能知道其工作到底從何地方開始而在何處結束。

## 個人責任
培養個人責任真正的方式及不要依賴檢察，直接確認個人的工作績效，而且除非員工有全安排他們的工作，否則其不會願意擔任更大的責任，更不可能由工作的完成而得到滿足。

## 直接溝通
直接溝通能使工作的成長成為可能，因為員工能夠獲得新的情報，與此同時提高其的責任。

## 高層主管的支持
在實施工作豐富化前必須獲得高層主管的支持，同時配合適當領導型態方可成功。